# Jean-Étienne Delacroix
Pour les articles homonymes, voir Delacroix.
Jean-Étienne Ambroise Delacroix est un cultivateur et un artiste amateur né à Argenteuil le 8 juin 1849 et mort en 1923.
Sa famille, qui n'a aucun rapport avec celle d'Eugène Delacroix, est une famille de cultivateurs d'Argenteuil depuis le XVIIe siècle. Vers 1882, Jean-Étienne Delacroix, sans éducation artistique, commencera à tenir des carnets composés de dessins, d'écrits et de collages (notamment de coupures de presse). Au total on connaît 30 carnets qui représentent 8000 dessins.
Ces dessins se trouvent répartis pour moitié dans les collections du musée du vieil Argenteuil, le reste appartenant à une collection privée de Colombes. Dans ses carnets, l'auteur aborde tout ce qui fait sa vie courante : vendanges, évènements municipaux, fêtes...
Une exposition des œuvres de J.-E. Delacroix a été organisée en 1995.